# تار
تار از سازهای زهی و ایرانی است که با مضراب نواخته می‌شود. تار در ایران و برخی مناطق دیگر خاورمیانه مانند تاجیکستان، جمهوری آذربایجان و ارمنستان و گرجستان و دیگر نواحی نزدیک قفقاز برای نواختن موسیقی سنتی این کشورها و بخش‌ها رایج است. واژه تار خودش در فارسی به معنی رشته‌ است. هرچند که ممکن است معنی یکسانی در زبان‌های تحت تأثیر فارسی یا دیگر زبان‌های ایرانی تبار مثل کردی داشته باشد. این باعث شده‌است که کارشناسان ایرانی بر این باور باشند که تار ریشه مشترکی میان همه اقوام ایرانی تبار در جایی که از سوی ایرانیکا با قاطعیت به نام قاره فرهنگی ایرانیان نامیده شده، دارد.
در گذشته تار ایرانی پنج سیم (یا پنج تار) داشت. غلامحسین درویش یا درویش‌خان سیم ششمی به آن افزود که همچنان به کار می‌رود. اما کم‌تر ملودی اصلی را با آن اجرا می‌کنند، بلکه از نظر پشتیبانی برای چهارمضراب‌ها و رنگ‌هایی که ملودی اصلی آن روی سیم‌های سفید (دو) و زرد (سل) اجرا می‌شود، به کار می‌برند.

## نام
تار واژه‌ای فارسی است به معنای رشته یا نخ. این واژه برخاسته است واژهٔ «تاثرا» (به معنای رشته) از زبان اوستایی است که خود از ریشهٔ «تن» یا «تمپ» از واژگان هند و اروپایی است که به معنای کشیدن یا تابیدن بودند.
این واژه به معنای سیم ساز هم به کار می‌رود، چنانکه مثلاً قاسم مشهدی شاعر سدهٔ ۱۱ ه‍.ق در شعرش می‌سراید که «رشتهٔ‌ عشق چون بگسست، فغان خاموش است / تارِ تنبور چو ببرید، صدایش ببرد». اما استفاده از واژهٔ تار به معنای نام یک ساز، در آثار شاعران تا پیش از صفویه دیده نمی‌شود.

## تاریخچه
بنابر روایتی تار از زمان فارابی (حدود سال ۲۶۰ هجری – سال ۳۳۹ هجری) موسیقیدان معروف ایرانی وجود داشته و بعد از وی توسط صفی الدین ارموی و دیگران به سمت کمال پیش رفته‌است. با این حال، در نقاشی‌های پیش از دورهٔ صفویه اثری از تار دیده نمی‌شود و در اشعار شاعران مقدم هم لفظ تار به معنای نام ساز به کار نرفته‌است. در مقایسه، در مجلس بزم کاخ چهل‌ستون اصفهان تصویر کمانچه و عود و سنتور را می‌بینیم. تار سازی ایرانی است، اگر چه گسترهٔ کاربردش شامل کشورهای منطقهٔ قفقاز نیز هست ژان دورینگ و همکارانش در فرهنگنامه موسیقی و موسیقی‌دانان نیو گروو تار را به دو دستهٔ ایرانی و آذربایجانی/قفقازی تقسیم کرده‌اند و می‌نویسند که تار ایرانی، از نظر تاریخی مقدم بر نوع دیگر است. تار قفقازی در کشورهایی همچون آذربایجان و ارمنستان متداول است و در ازبکستان، تاجیکستان و ترکیه نیز به کار گرفته می‌شود.
تصویری از نمونهٔ سلف تار مربوط به دورهٔ صفوی (سال ۱۰۸۰ ه‍.ق) در نقاشی‌های کاخ هشت بهشت اصفهان دیده می‌شود. دو تصویر که یکی در سال ۱۷۷۵ میلادی و دیگری در سال ۱۷۹۰ میلادی در شیراز از تار نقاشی شده‌است نشان می‌دهد نواختن این ساز در دورهٔ زندیه در شیراز متداول و مرسوم بوده‌است. با این همه، نام نوازندهٔ مشخصی از این ساز در منابع دورهٔ زندیه دیده نمی‌شود و از این‌رو، احتمالاً این ساز در آن دوره نام دیگری داشته‌است. ساختار تار و سه‌تار شبیه به هم است جز آن که در تار سیم‌های اول و دوم را برای تقویت صدا، جفت بسته‌اند. در ابتدا تار پنج سیم داشته، و سیم ششم را بعداً درویش‌خان به این ساز اضافه کرده‌است. از دورهٔ قاجاریه است که تار به عنوان یکی از سازهای ملی ایران در آمد.
سازِ تار با شمایل و مشخصات کنونی (کاسه و نقاره شبیه به دل روبروی هم، با دسته‌ای متصل دارای ۶ سیم طبق تصویر بالا) از زمان قاجار دیده شده‌است. مرتضی حنانه (استاد موسیقی ایرانی) در کتاب گامهای گمشده، تار را ساز ملی ایرانیان می‌داند.روح‌الله خالقی (استاد موسیقی ایرانی) در کتاب سرگذشت موسیقی می‌گوید: ساز (تار) همراه با نام سازهایی دیگر در شعر فرخی سیستانی شاعر ایرانی (۳۷۰–۴۲۹) ذکر شده‌است (هر روز یکی دولت و هر روز یکی غژ * هر روز یکی نزهت و هر روز یکی تار). ساز تار ساخته و پرداخته ذوق ایرانی است (منحنی و قوس‌هایی که در ساخت تار دیده می‌شود در خوشنویسی و نقاشی و مینیاتور و معماری ایرانی جاری و ساری است) و طی سالهای متمادی کامل و کاملتر گشته‌است. آخرین اصلاحات توسط درویش خان استاد موسیقی ایرانی(۱۲۵۱تهران_۲ آذر ۱۳۰۵تهران) با افزودن سیم ششم جهت تکمیل و وسعت دامنه صوتی تار انجام پذیرفته‌است. تار دارای ۲۸ پرده است (یعنی کمتر از سه اکتاو). آخرین الگوی منحصربه‌فرد ساخت تار نیز متعلق به سازگر مشهور ایرانی استاد یحیی دوم (۱۲۵۴–۱۳۱۰ه‍.ش) می‌باشد چه به لحاظ شاخص فنی و چه از لحاظ ذوقی همچنان که گره چوب را به شکل متقارن روی کاسه تار (در اصطلاح چهار گل) طراحی می‌نموده‌است. جنس چوب کاسه تار از درخت توت، دسته آن گردو می‌باشد.

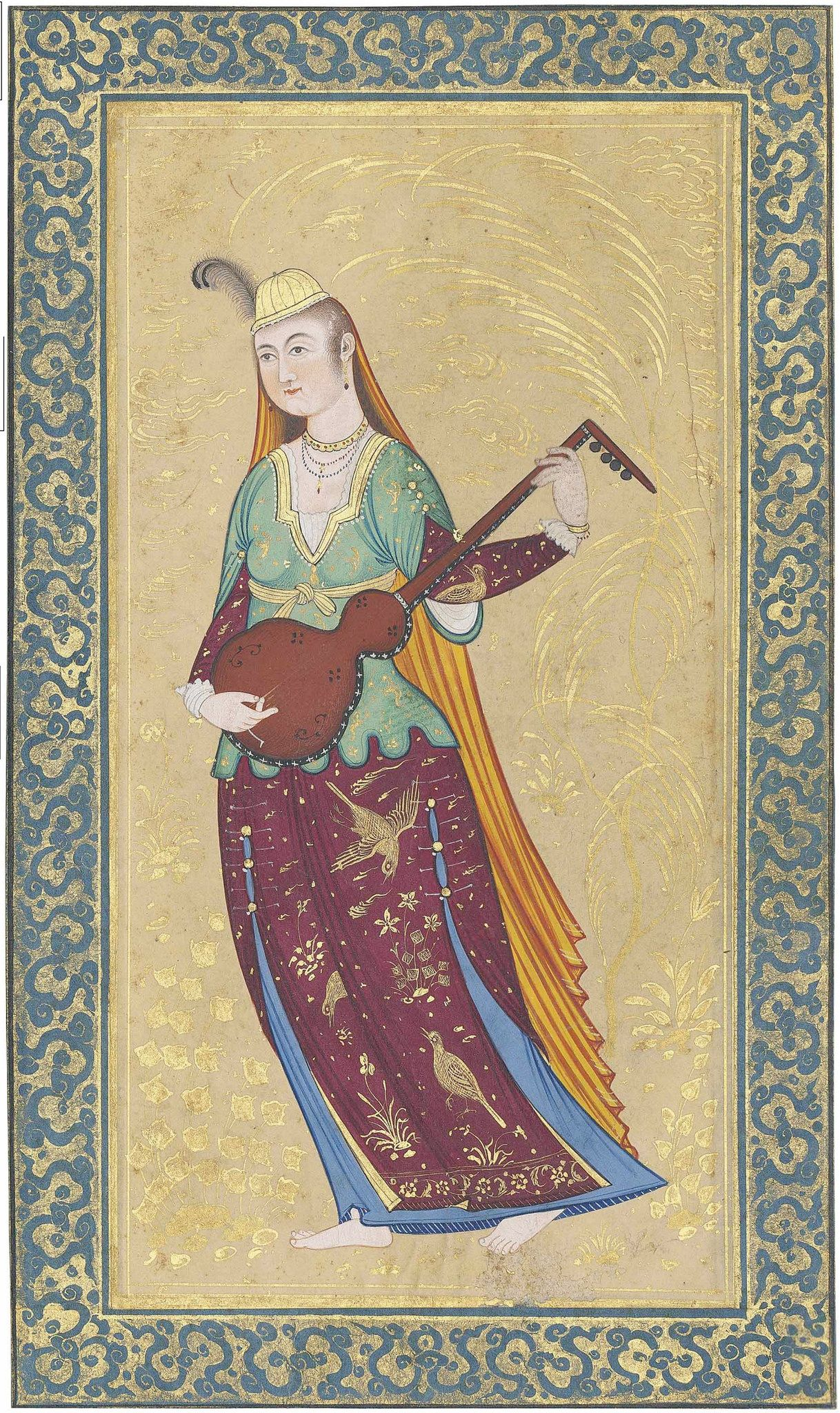
تار نوازنده تار ، مینیاتوری از ایران قاجار به سبک صفوی

## ساختار
تاری سازی از خانوادهٔ رباب است که از ترکیبی از چوب، فلز، استخوان، و پوست و رودهٔ حیوان ساخته می‌شود. تار سازی زهی است که با مضراب نواخته می‌شود. طول تار حدود ۹۳ تا ۹۶ سانتی‌متر است و طول قسمت مرتعش سیم‌ها (یعنی فاصلهٔ خرک تا شیطانک) ۶۶ سانتی‌متر است. مضراب تار قطعه‌ای برنجی است که یک طرف آن موم مخلوط با خاکستر و پشم یا کرک است.
ساز تار دسته‌ای بلند دارد که گوشی‌های ساز در بالای آن قرار دارند. سمت دیگر دسته به «شکم» ساز یا همان جعبهٔ طنینی ساز متصل می‌شود که شامل دو قسمت است. قسمت کوچکتر را «نقاره» و قسمت بزرگتر را «کاسه» می‌نامند. سمتی از نقاره و کاسه که رو به جلو قرار دارد باز است و شکلش شبیه به گلابی است، چنانکه نوک این دو گلابی رو به هم قرار دارد. روی این قسمتِ باز، با پوست نازک بره پوشانده می‌شود. در قسمت پایینی کاسه، خرک ساز قرار می‌گیرد. جنس نقاره و کاسه معمولاً از چوب درخت توت است. سیم‌گیر (محل اتصال سیم به کاسه) و شیطانک و خرک ساز هم معمولاً از همین جنس هستند. استفاده از پوست بره برای پوشاندن جعبهٔ طنینی تار باعث می‌شود که صدای این ساز دارای رنگی شفاف و پر شدت باشد.
در طول دستهٔ ساز، دو استخوان (معمولاً از جنس استخوان شتر یا ماهی) قرار دارد که بخشی از رودستهٔ ساز را می‌پوشاند و چوبِ دسته بین آن محصور می‌شود. چوب دسته معمولاً از چوپ درخت فوفل یا گردو انتخاب می‌شود. پرده‌های ساز روی دسته بسته می‌شوند و از جنس روده گوسفند هستند. تار دارای ۲۸ پرده است که ۱۵ پرده سه‌لایی و ۱۳ پردهٔ دیگر چهارلایی بسته می‌شوند. تار قفقازی، نسبت به تار ایرانی کاسهٔ کم‌عمق‌تری دارد و گاهی نقاره و کاسه‌اش با چسب به هم متصل هستند. دستهٔ تار قفقازی معمولاً پهن‌تر است و تعداد پرده‌هایش کمتر (۲۲ پرده). پوشش جعبهٔ طنینی تار قفقازی هم معمولاً متفاوت است و از جنس آب‌شامهٔ گاو است.
سبک نواختن تار قفقازی نیز متمایز است؛ در نواختنش استفاده از مضراب‌هایی از جنس باکالیت یا استخوان نیز مرسوم هستند، و نوازنده معمولاً ساز را بالاتر (نزدیک سینهٔ خود) نگه می‌دارد و با تکان دادن ساز در حین نواختنش، به صدای ساز لرزش می‌دهد.

## سیم‌ها و کوک
تار شش سیم دارد فلزی که دو سیم اول سفید و از جنس فولاد هستند، دو سیم بعدی زرد و از جنس برنج هستند، و سیم پنج و ششم به ترتیب سفید (فولادی) و زرد (برنجی) هستند. سیم‌های زرد کمی از سیم‌های سفید ضخیم‌تر هستند.
دو سیم نخست، معمولاً‌ روی نت دو کوک می‌شوند، دو سیم بعدی روی نت سل، و کوک سیم‌های پنج و ششم هم در اجرای دستگاه‌های مختلف فرق می‌کند. کوک‌های مختلفی برای ساز تار وجود دارد، از جمله این که دو سیم اول به جای نت دو، بر نت ر یا فا کوک شوند.
گسترهٔ صوتی تار دو اکتاو و پنج نت است، که از نت دو ۲ تا نت سل دیز ۴ ادامه دارد (do2 تا sol#4).

## ثبت اجرای آذربایجانی تار در یونسکو

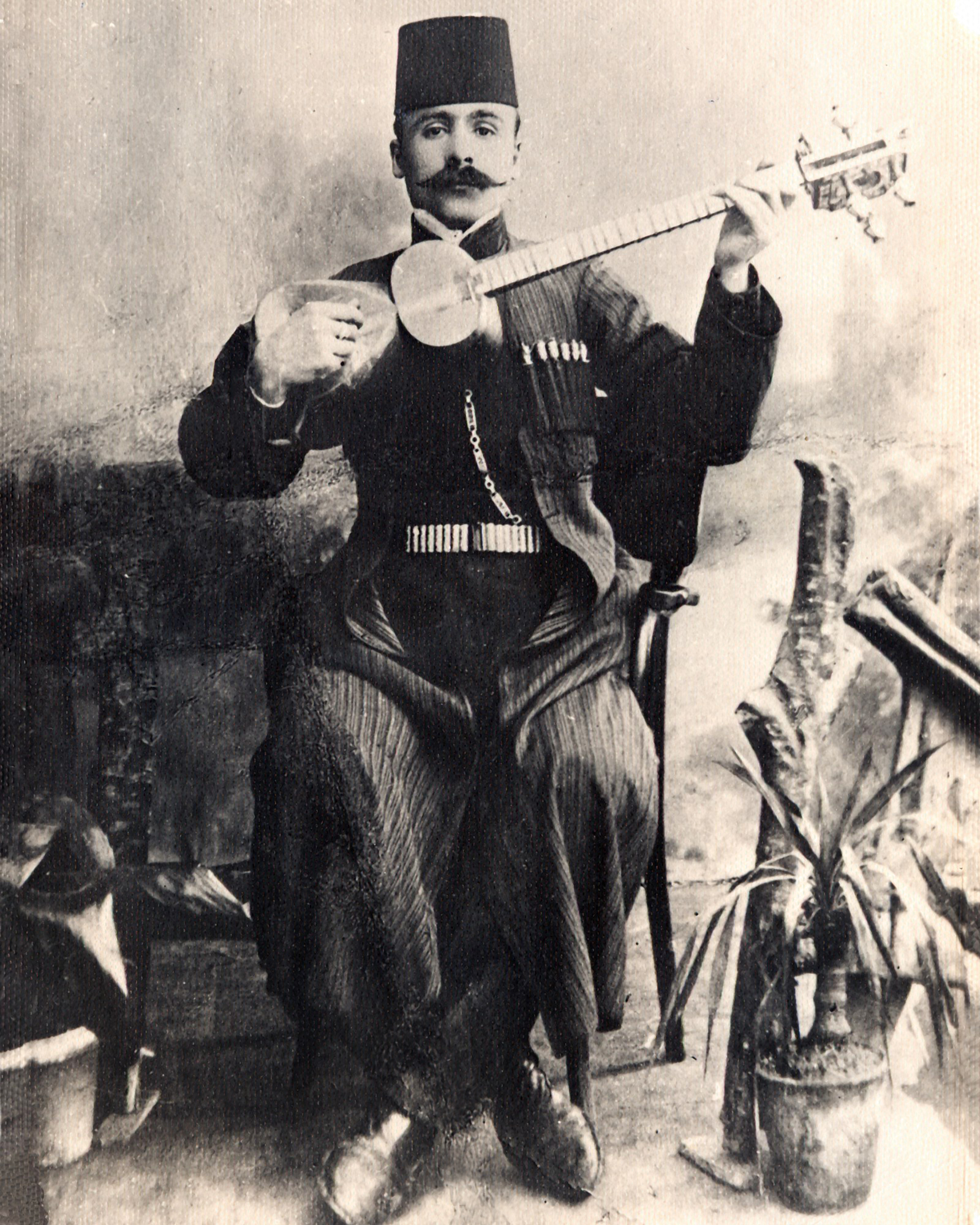
یونسکو هنر اجرای آذربایجانی تار را در فهرست میراث فرهنگی و معنوی خود ثبت کرد

در دسامبر ۲۰۱۲، یونسکو هنر اجرای آذربایجانی تار را در فهرست میراث فرهنگی و معنوی خود ثبت کرد. البته این امر مورد اعتراض جامعه هنری ایران (از جمله خانه موسیقی ایران) واقع شده‌است.
داریوش پیرنیاکان سخنگوی خانه موسیقی نسبت به ثبت ساز تار در فهرست میراث معنوی کشور آذربایجان در یونسکو، اعتراض کرد. وی که مسئولان فرهنگی ایران را مقصر می‌دانست، در واکنش به سخنان مسئولان فرهنگی کشور آذربایجان که گفته بودند «ما تار آذربایجان را ثبت کردیم نه تار ایرانی»، گفت: «تبدیل شدن تار ایرانی به ترکی یک جعل تاریخی است. این ساز از ایران به جمهوری آذربایجان رفت و با برداشتن ربع پرده‌ها و کمی تغییر شکل، عنوان ساز ترکی را بر تار گذاشتند. حال سؤال من این است اگر این ساز ترکی است چرا از مقام‌های موسیقی ایران و دستگاه‌های این موسیقی استفاده می‌کنند.»
تار قفقازی یا تار یازده رشته تاری کمی متفاوت با تار است و در حدود سال ۱۸۷۰ میلادی توسط صادق‌جان در شهر شوشی به وجود آمده‌است. ساخت آن کمی متفاوت است و رشته‌های آن بیشتر است.

## نوازندگان تار

### نوازندگان پیشین
- آقا علی‌اکبر خان فراهانی
- میرزاعبدالله
- آقا حسینقلی
- درویش خان
- اکبر خان نوروزی
- علینقی وزیری
- موسی معروفی
- علی‌اکبر شهنازی
- یحیی زرپنجه
- مرتضی نی‌داوود
- نصرالله زرین‌پنجه
- عبدالحسین شهنازی
- غلامحسین بیگجه‌خانی
- لطف‌الله مجد
- عطا جنگوک
- فریدون حافظی
- جلیل شهناز
- محمدرضا لطفی
- فرهنگ شریف
- هوشنگ ظریف

### نوازندگان حاضر
- حسین علیزاده
- فرخ مظهری
- محسن نفر
- داریوش طلایی
- داود آزاد
- کیوان ساکت
- علی قمصری
- داریوش پیرنیاکان
- حمید متبسم
- ارشد تهماسبی
- مجید درخشانی
- شهرام میرجلالی
- مازیار شاهی

## سازندگان تار
از سازندگان به‌نام این ساز در دوران قاجار و پهلوی می‌توان از یحیی تارساز و عباس و جعفر صنعت و بعد از آن‌ها به رمضانعلی شاهرخ اشاره کرد و در دوره فعلی  محمدرضا ایلدار ژاله ، ابراهیم قنبری مهر و محمود فرهمند را می‌توان نام برد.

## یادداشت
1. ↑  tathra
2. ↑  ten
3. ↑  temp
4. ↑  ژانو دورینگ و همکارانش، تار ایرانی را دارای ۲۵ پرده توصیف می‌کنند.[۳۰]